# Владимир Яночко
Владимир Яночко (словац. Vladimír Janočko, нар. 2 грудня 1976, Кошиці) — словацький футболіст, що грав на позиції півзахисника.
Виступав, зокрема, за «Кошиці» та австрійські «Аустрія» (Відень) і «Ред Булл», а також національну збірну Словаччини.
Футболіст 2002 року у чемпіонаті Австрії. Найкращий словацький футболіст 2003 року.

## Клубна кар'єра
У дорослому футболі дебютував 1994 року виступами за команду клубу «Кошице», в якій провів шість сезонів, взявши участь у 105 матчах чемпіонату. У 1997 та 1998 роках допомагав команді з рідного міста здобути перші в її історії титули чемпіона країни.
Протягом 2000—2001 років грав у Греції, де захищав кольори команди клубу «Шкода Ксанті».
Своєю грою за останню команду привернув увагу представників тренерського штабу віденьської «Аустрії», до складу якої приєднався 2001 року. У новій команді відразу став ключовою фігурою у півзахисті. Невдовзі після переїзду до Австрії був визнаний Найкращим футболістом 2002 року у чемпіонаті країни. Утім згодом словака почали переслідувати травми, у нього почалися конфлікти з тренерами команди, і рівень його гри погіршився. Утім він все ж зробив свій внесок у здобуття Аустрією двох чемпіонських титулів у 2003 і 2006 роках.
Здобувши останній зі свої трофеїв з «Аустрією» 2006 року, Яночко перейшов до зальцбурзького «Ред Булла», в якого роком раніше з'явився титульний спонсор, який почав робити суттєві інвестиції у формування боєздатної команди. Витрати виявилися виправданими — протягом трьох років, які Яночко провів у «Ред Буллі», команда двічі ставала чемпіоном Австрії. Проте внесок самого словацького півзахисника був скромнішим, ніж очікувалося при його підписанні, — гравець, на якого покладалися надії як на головного плеймейкера команди, регулярно взагалі не потрапляв до її складу.
2009 року новим клубом Яночко стала «Адміра-Ваккер», яку він залишив вже за рік. Після того протягом деякого часу не міг знайти собі команду, у 2011–2012 роках підтримував форму, граючи за аматорський віденський «Леопольдсдорф».
2013 року знайшов варіант продовження кар'єри на батьківщині у друголіговому клубі «Земплін» (Михайлівці). Відіграв за цю команду два сезони, у другому з яких допоміг їй уперше в своїй історії оформити вихід до Суперліги. Проте сам Яночко до виступів на найвищому національному рівні не повернувся — влітку 2015 року 35-річний гравець вирішив завершити ігрову кар'єру.

## Виступи за збірну
1999 року дебютував в офіційних матчах у складі національної збірної Словаччини. Протягом кар'єри у національній команді, яка тривала 8 років, провів у формі головної команди країни 41 матч, забивши 3 голи.

## Титули і досягнення

### Командні
- Чемпіон Словаччини (2):

«Кошице»: 1996/97, 1997/98
- Володар Суперкубка Словаччини (1):

«Кошице»:  1997
- Чемпіон Австрії (4):

«Аустрія» (Відень): 2002/03, 2005/06
«Ред Булл»: 2006/07, 2008/09
- Володар Кубка Австрії (3):

«Аустрія» (Відень):  2002/03, 2004/05, 2005/06
- Володар Суперкубка Австрії (2):

«Аустрія» (Відень):  2003, 2004

### Особисті
- Футболіст року у чемпіонаті Австрії: 2002
- Найкращий словацький футболіст року: 2003